# Lễ mừng lúa mới
Lễ mừng lúa mới hay còn gọi là Tết cơm mới và Tết Hạ Nguyên, là lễ hội quan trọng nhất trong hệ thống các lễ hội cổ truyền của các dân tộc Việt Nam. Lễ mừng lúa mới đối với người dân tộc thiểu số cũng quan trọng giống như dịp Tết của người Kinh vậy.
Lễ cúng được tổ chức hàng năm, với mục đích mừng mùa màng thuận lợi và để cúng tạ các vị thần đã giúp dân làng được mùa. Tùy theo từng dân tộc, các tổ chức sẽ có những đặc điểm riêng khác nhưng điểm chung thường thấy là các lễ hiến tế, ăn cơm mới…
Thường được tiến hành sau khi kết thúc vụ mùa. Tại Trung Quốc, Tết Hạ nguyên  được tổ chức hằng năm  thường  vào ngày 15 tháng 10 Âm lịch.